# Ryad Boudebouz
Ryad Boudebouz - em árabe, رياض بودبوز - (Colmar, 19 de fevereiro de 1990) é um futebolista argelino nascido na França que atua como meia. Atualmente, joga pelo Ohod Club.

## Carreira

### Sochaux
Ryad jogou de 2008 a 2013 no Sochaux. Ele jogou 164 jogos e marcou 24 gols na liga nacional.

### Bastia
Ryad jogou de 2013 a 2015 no Bastia, onde jogou 66 jogos e marcou 8 gols, nas liga nacional.

### Montpellier
Ryad jogou de 2015 a 2017 no Montpellier, onde jogou 71 partidas e marcou 13 gols, na liga nacional.

### Argélia
Ryad, mesmo sendo da nacionalidade francesa, atua na seleção profissional da Argélia, onde jogou 24 partidas e marcou dois gols. Ele começou a jogar na seleção da Argélia em 2010.